# كيفن هيوز (منافس ألعاب قوى)
كيفن هيوز (بالإنجليزية: Kevin Hughes) هو منافس ألعاب قوى بريطاني، ولد في 1973.

## وصلات خارجية
- كيفن هيوز على موقع الاتحاد الدولي لألعاب القوى (الإنجليزية)
- كيفن هيوز على موقع أوليمبيديا (الإنجليزية)